# Allan Sekula
Allan Sekula (15 de enero de 1951 - 10 de agosto de 2013) fue un artista estadounidense de origen polaco, fotógrafo, escritor, cineasta, teórico y crítico con base en el Instituto de Artes de California (CalArts) en Valencia, California. Su trabajo se centra frecuentemente en los grandes sistemas económicos, o "las geografías imaginarias y materiales del mundo capitalista avanzado".

## Premios y distinciones
Festival Internacional de Cine de Venecia
| Año  | Categoría                           | Película            | Resultado |
| ---- | ----------------------------------- | ------------------- | --------- |
| 2010 | Premio especial Orizonti del jurado | The Forgotten Space | Ganador   |